# Usnea nashii
Usnea nashii är en lavart som beskrevs av P. Clerc & M. Herrera-Campos. Usnea nashii ingår i släktet Usnea och familjen Parmeliaceae.   Inga underarter finns listade i Catalogue of Life.